# Aït Hdiddou
 (juin 2012).
Si vous disposez d'ouvrages ou d'articles de référence ou si vous connaissez des sites web de qualité traitant du thème abordé ici, merci de compléter l'article en donnant les références utiles à sa vérifiabilité et en les liant à la section « Notes et références ».
Les Aït Hdiddou ou Aït Hadiddou (en berbère : Ayt Ḥdiddu, ⴰⵢⵜ ⵃⴷⵉⴷⴷⵓ) sont une grande tribu berbère située dans le Haut-Atlas, au Maroc, et appartenant à la confédération des Aït Yafelman. Ils auraient atteint le massif du Haut Atlas à l'époque de l'expansion almoravide au XIe siècle et sont fixés dans la vallée du haut Dadès depuis neuf siècles.

## Histoire
Au début du XVIIe siècle, les Aït Atta les autorisèrent à mener leurs troupeaux sur les pâturages généreux de l'Assif Melloul, ancien territoire de Guerrouane. Trouvant la vallée abondante, les Aït Hdiddou commencèrent à s'installer et édifièrent des villages, se heurtant aux éleveurs des Aït Atta qui s'opposaient à tout projet de colonisation définitive. Pour combattre cette puissante tribu, les Aït Hdiddou rejoignirent les tribus des Aït Merghad, des Aït Yahya et des Aït Izdeg, au sein de la confédération des Aït Yafelman.